# Índice de Sundbärg
El índice de Sundbärg es una representación gráfica empleada en demografía para el estudio de poblaciones. Fue propuesto por el estadístico sueco Alex Gustav Sundbärg durante sus investigaciones sobre la evolución de la población de Suecia desde el siglo XVIII al siglo XX. Este índice toma como base el grupo de población entre los 15 y los 49 años, comparándolo gráficamente con el grupo de 0 a 14 años y el de los mayores de 50. Cuando el porcentaje de los menores de 15 años supera al de los mayores de 50 se define a la población estudiada como de carácter progresivo. Si esos porcentajes son similares se considera estacionaria y si el grupo de mayores de 50 supera al de menores de 15 se considera regresiva.